# Colemaniella ossoorii
Colemaniella ossoorii är en svampart som beskrevs av Agnihothr. 1974. Colemaniella ossoorii ingår i släktet Colemaniella, divisionen sporsäcksvampar och riket svampar.   Inga underarter finns listade i Catalogue of Life.